# Villers-le-Sec (Aisne)
Pour les articles homonymes, voir Villers-le-Sec.
Villers-le-Sec est une commune française située dans le département de l'Aisne, en région Hauts-de-France.

## Géographie

### Hydrographie
La commune est située dans le bassin Seine-Normandie. Elle n'est drainée par aucun cours d'eau,.

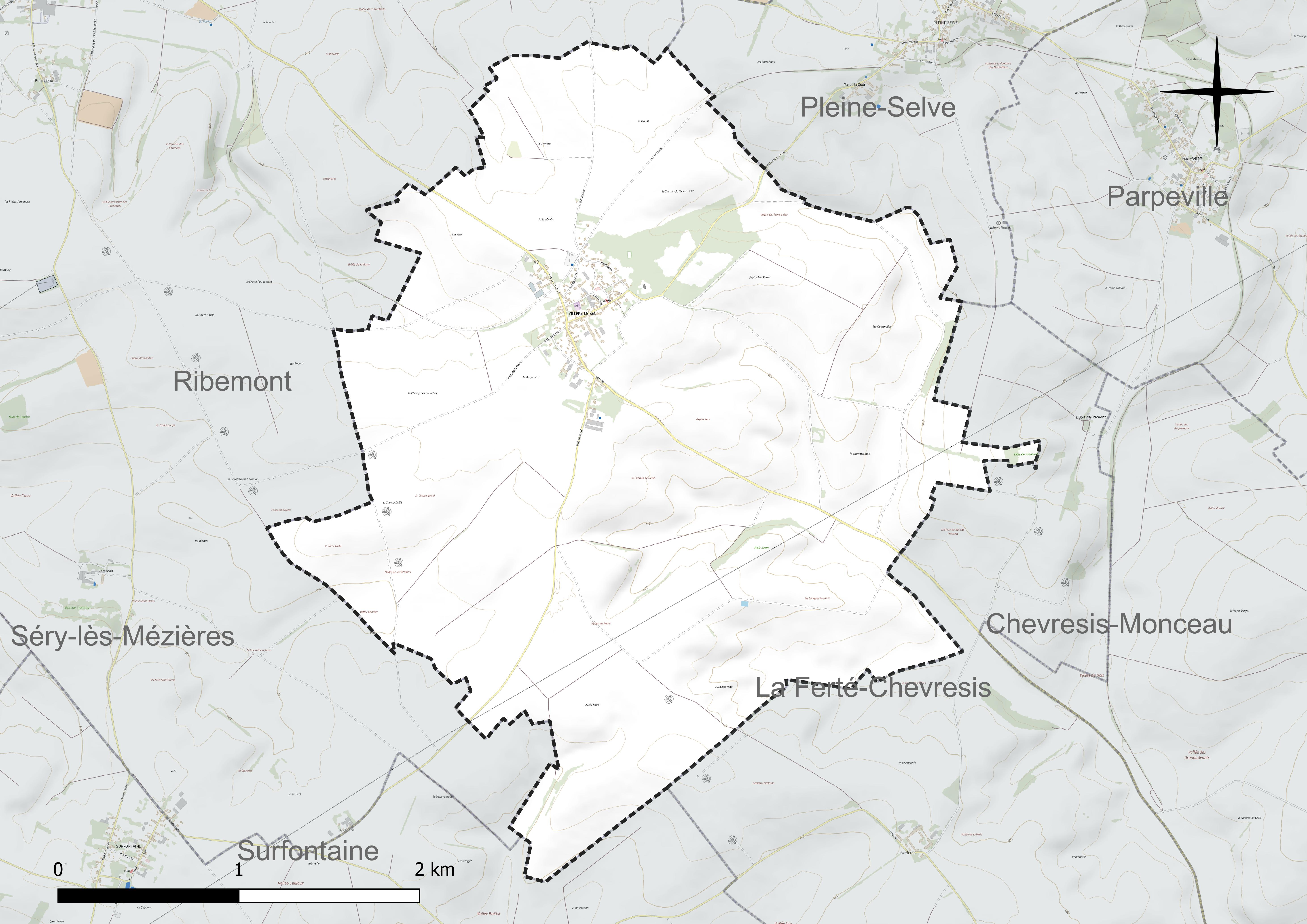
Réseau hydrographique de Villers-le-Sec.

### Climat
Pour des articles plus généraux, voir Climat des Hauts-de-France et Climat de l'Aisne.
En 2010, le climat de la commune est de type climat océanique dégradé des plaines du Centre et du Nord, selon une étude du CNRS s'appuyant sur une série de données couvrant la période 1971-2000. En 2020, Météo-France publie une typologie des climats de la France métropolitaine dans laquelle la commune est exposée à un climat océanique altéré et est dans la région climatique Nord-est du bassin Parisien, caractérisée par un ensoleillement médiocre, une pluviométrie moyenne régulièrement répartie au cours de l'année et un hiver froid (3 °C).
Pour la période 1971-2000, la température annuelle moyenne est de 10,1 °C, avec une amplitude thermique annuelle de 14,9 °C. Le cumul annuel moyen de précipitations est de 755 mm, avec 12,6 jours de précipitations en janvier et 8,8 jours en juillet. Pour la période 1991-2020, la température moyenne annuelle observée sur la station météorologique la plus proche, située sur la commune d'Aulnois-sous-Laon à 20 km à vol d'oiseau, est de 11,0 °C et le cumul annuel moyen de précipitations est de 685,6 mm,. Pour l'avenir, les paramètres climatiques de la commune estimés pour 2050 selon différents scénarios d'émission de gaz à effet de serre sont consultables sur un site dédié publié par Météo-France en novembre 2022.

## Urbanisme

### Typologie
Au 1er janvier 2024, Villers-le-Sec est catégorisée commune rurale à habitat dispersé, selon la nouvelle grille communale de densité à 7 niveaux définie par l'Insee en 2022.
Elle est située hors unité urbaine. Par ailleurs la commune fait partie de l'aire d'attraction de Saint-Quentin, dont elle est une commune de la couronne,. Cette aire, qui regroupe 120 communes, est catégorisée dans les aires de 50 000 à moins de 200 000 habitants,.

### Occupation des sols
L'occupation des sols de la commune, telle qu'elle ressort de la base de données européenne d'occupation biophysique des sols Corine Land Cover (CLC), est marquée par l'importance des territoires agricoles (93,3 % en 2018), une proportion identique à celle de 1990 (93,3 %). La répartition détaillée en 2018 est la suivante : 
terres arables (93,3 %), zones urbanisées (4,2 %), forêts (2,5 %).
L'évolution de l'occupation des sols de la commune et de ses infrastructures peut être observée sur les différentes représentations cartographiques du territoire : la carte de Cassini (XVIIIe siècle), la carte d'état-major (1820-1866) et les cartes ou photos aériennes de l'IGN pour la période actuelle (1950 à aujourd'hui).

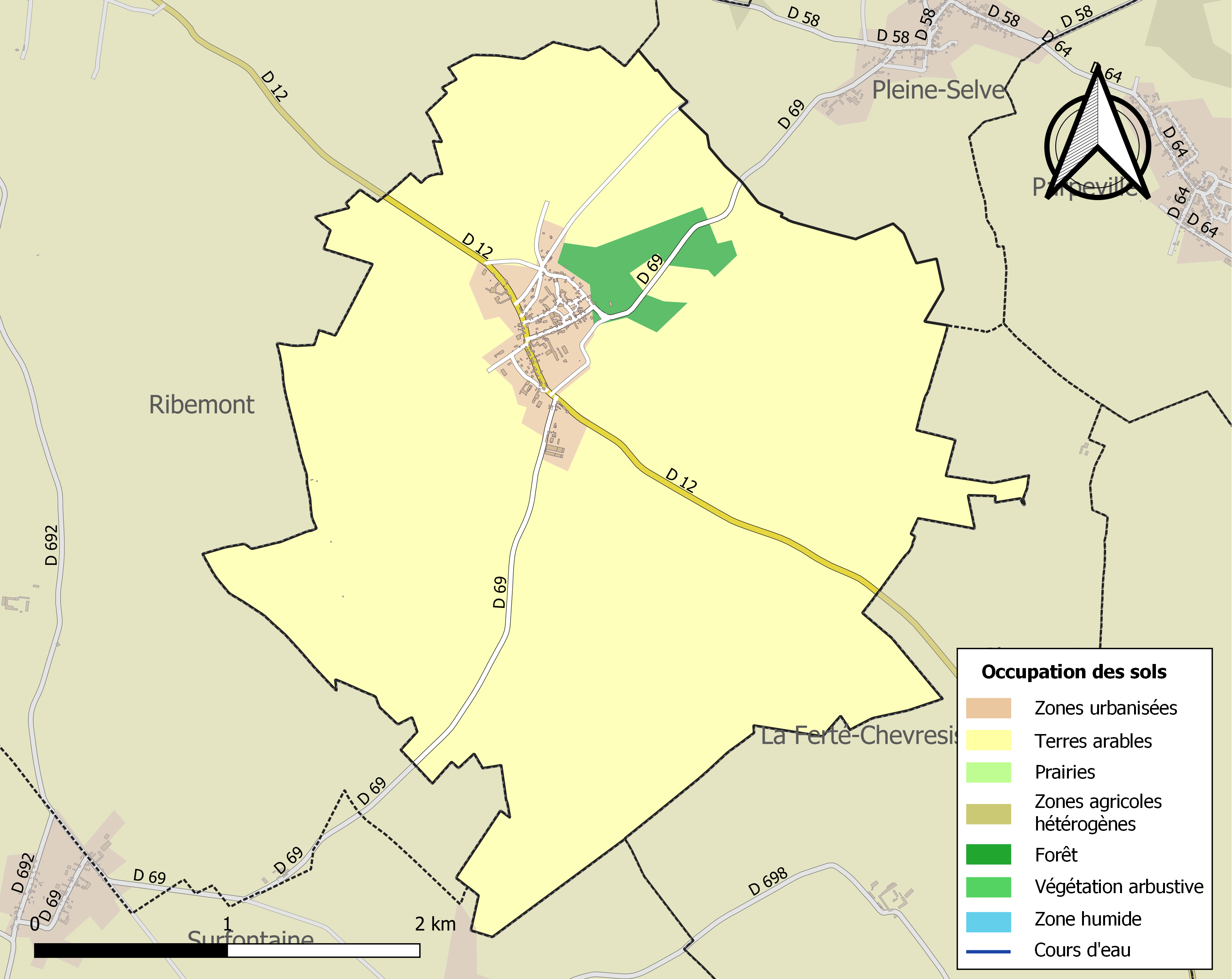
Carte de l'occupation des sols de la commune en 2018 (CLC).

## Toponymie
Le village est cité pour la première fois sous l'appellation latine de Villeirs en 1126. Le nom variera encore ensuite de nombreuses fois en fonction des différents transcripteurs: Viler, Villare-Siccum, Altaria de Vileirs, Vilers , Villers-le-Seq au XVIIIè siècle sur la carte de Cassini puis l'orthographe actuelle Villers-le-Sec au XIXè siècle.

Villers a pour variante Villars, du latin villaris, dérivé de villa (« ferme »).
Le déterminant -le-sec se réfère à l'aridité du sol et à l'absence de cours d'eau.

## Histoire
|  |  |

Carte de Cassini

La carte de Cassini montre qu'au XVIIIè siècle, Villers-le-Sec est une paroisse.

Le nom du village vient du fait que, contrairement à la plupart des communes de Thiérache qui se sont implantées sur les rives d'une rivière ou d'un ruisseau pour des raisons d'approvisionnement en eau, Villers-le-Sec n'a aucun cours d'eau.

A l'ouest, un  moulin à vent en bois fonctionnait à cette époque dans le village.

Une monographie sur le village, consultable sur le site des Archives départementales de l'Aisne, a été écrite en 1888 par M.Charpentier
.

Fortifications des églises 

La commune a subi des destructions importantes pendant la Première Guerre mondiale, à cause de sa proximité avec le front.

### Passé ferroviaire du village
|  |  |  |  |

De 1900 à 1958, Villers-le-Sec a été traversé par la ligne de chemin de fer de Ribemont à La Ferté-Chevresis, qui , venant de Ribemont, passait au nord-ouest du village et se dirigeait vers Pleine-Selve.
 
Chaque jour, trois trains s'arrêtaient dans chaque sens devant la gare  pour prendre les passagers qui se rendaient soit à Ribemont, et ensuite vers Guise ou Saint-Quentin soit à La Ferté-Chevresis et ensuite vers La Fère.

A une époque où le chemin de fer était le moyen de déplacement le plus pratique, cette ligne connaissait un important trafic de passagers et de marchandises. 

À partir de 1950, avec l'amélioration des routes et le développement du transport automobile, le trafic ferroviaire a périclité et la ligne a été fermée en 1958. Les rails ont été retirés. Quelques tronçons de l'ancienne ligne subsistent encore de nos jours utilisés comme sentier de randonnée. La gare qui avait été détruite par les Allemands en 1918 fut reconstruite vers 1920. Elle n'existe plus de nos jours.

## Politique et administration

### Découpage territorial
La commune de Villers-le-Sec est membre de la communauté de communes du Val de l'Oise, un établissement public de coopération intercommunale (EPCI) à fiscalité propre créé le 1er janvier 2014 dont le siège est à Mézières-sur-Oise. Ce dernier est par ailleurs membre d'autres groupements intercommunaux.
Sur le plan administratif, elle est rattachée à l'arrondissement de Saint-Quentin, au département de l'Aisne et à la région Hauts-de-France. Sur le plan électoral, elle dépend du  canton de Ribemont pour l'élection des conseillers départementaux, depuis le redécoupage cantonal de 2014 entré en vigueur en 2015, et de la troisième circonscription de l'Aisne  pour les élections législatives, depuis le dernier découpage électoral de 2010.

### Administration municipale
| Période                                  | Période                       | Identité      | Étiquette | Qualité                                       |
| ---------------------------------------- | ----------------------------- | ------------- | --------- | --------------------------------------------- |
| Les données manquantes sont à compléter. |                               |               |           |                                               |
| mars 2001                                | mars 2008                     | Claude Faglin |           |                                               |
| mars 2008                                | mai 2020                      | Agnès Tordeux | SE        | Fonctionnaire Réélue pour le mandat 2014-2020 |
| mai 2020                                 | En cours (au 14 juillet 2020) | Bruno Moreau  |           |                                               |

## Démographie
L'évolution du nombre d'habitants est connue à travers les recensements de la population effectués dans la commune depuis 1793. Pour les communes de moins de 10 000 habitants, une enquête de recensement portant sur toute la population est réalisée tous les cinq ans, les populations de référence des années intermédiaires étant quant à elles estimées par interpolation ou extrapolation. Pour la commune, le premier recensement exhaustif entrant dans le cadre du nouveau dispositif a été réalisé en 2007.

En 2022, la commune comptait 256 habitants, en évolution de −7,91 % par rapport à 2016 (Aisne : −1,97 %, France hors Mayotte : +2,11 %).
| 1793 | 1800 | 1806 | 1821 | 1831 | 1836 | 1841 | 1846 | 1851 |
| ---- | ---- | ---- | ---- | ---- | ---- | ---- | ---- | ---- |
| 533  | 564  | 583  | 600  | 609  | 578  | 564  | 588  | 560  |

| 1856 | 1861 | 1866 | 1872 | 1876 | 1881 | 1886 | 1891 | 1896 |
| ---- | ---- | ---- | ---- | ---- | ---- | ---- | ---- | ---- |
| 604  | 611  | 648  | 623  | 606  | 539  | 537  | 530  | 520  |

| 1901 | 1906 | 1911 | 1921 | 1926 | 1931 | 1936 | 1946 | 1954 |
| ---- | ---- | ---- | ---- | ---- | ---- | ---- | ---- | ---- |
| 520  | 489  | 456  | 319  | 349  | 375  | 318  | 276  | 309  |

| 1962 | 1968 | 1975 | 1982 | 1990 | 1999 | 2006 | 2007 | 2012 |
| ---- | ---- | ---- | ---- | ---- | ---- | ---- | ---- | ---- |
| 296  | 262  | 270  | 227  | 237  | 236  | 260  | 263  | 292  |

| 2017 | 2022 | - | - | - | - | - | - | - |
| ---- | ---- | - | - | - | - | - | - | - |
| 267  | 256  | - | - | - | - | - | - | - |

## Lieux et monuments
- Église de la Nativité de la Sainte Vierge de Villers-le-Sec.
- Château de Villers-le-Sec, construit au XVIIIe siècle, détruit à 95 % en 1916 et reconstruit après 1920 en style Manoir Louis XIII.
- Monument aux morts.
- Calvaire.

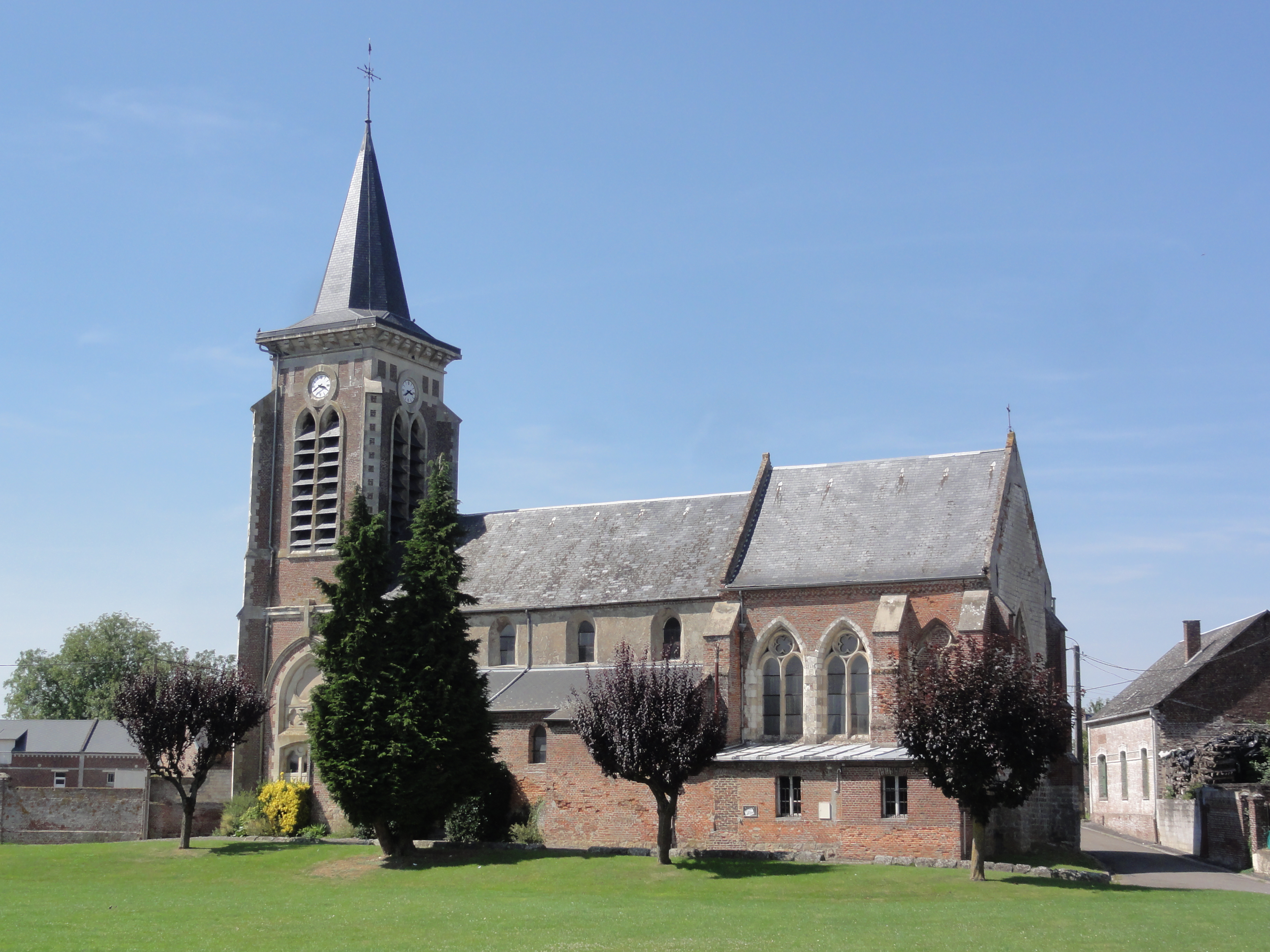
Église de la Nativité-de-la-Sainte-Vierge.
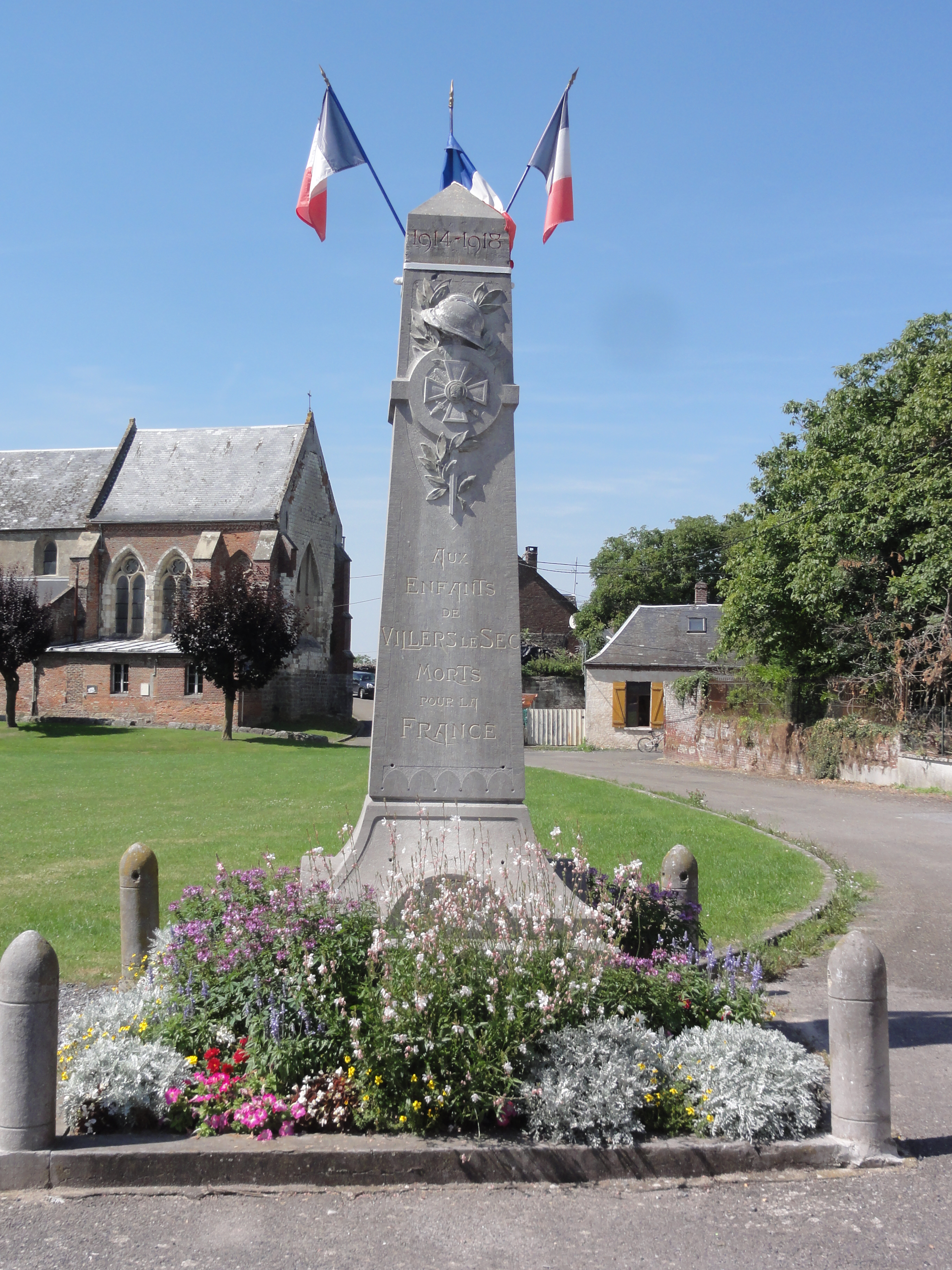
Monument aux morts.
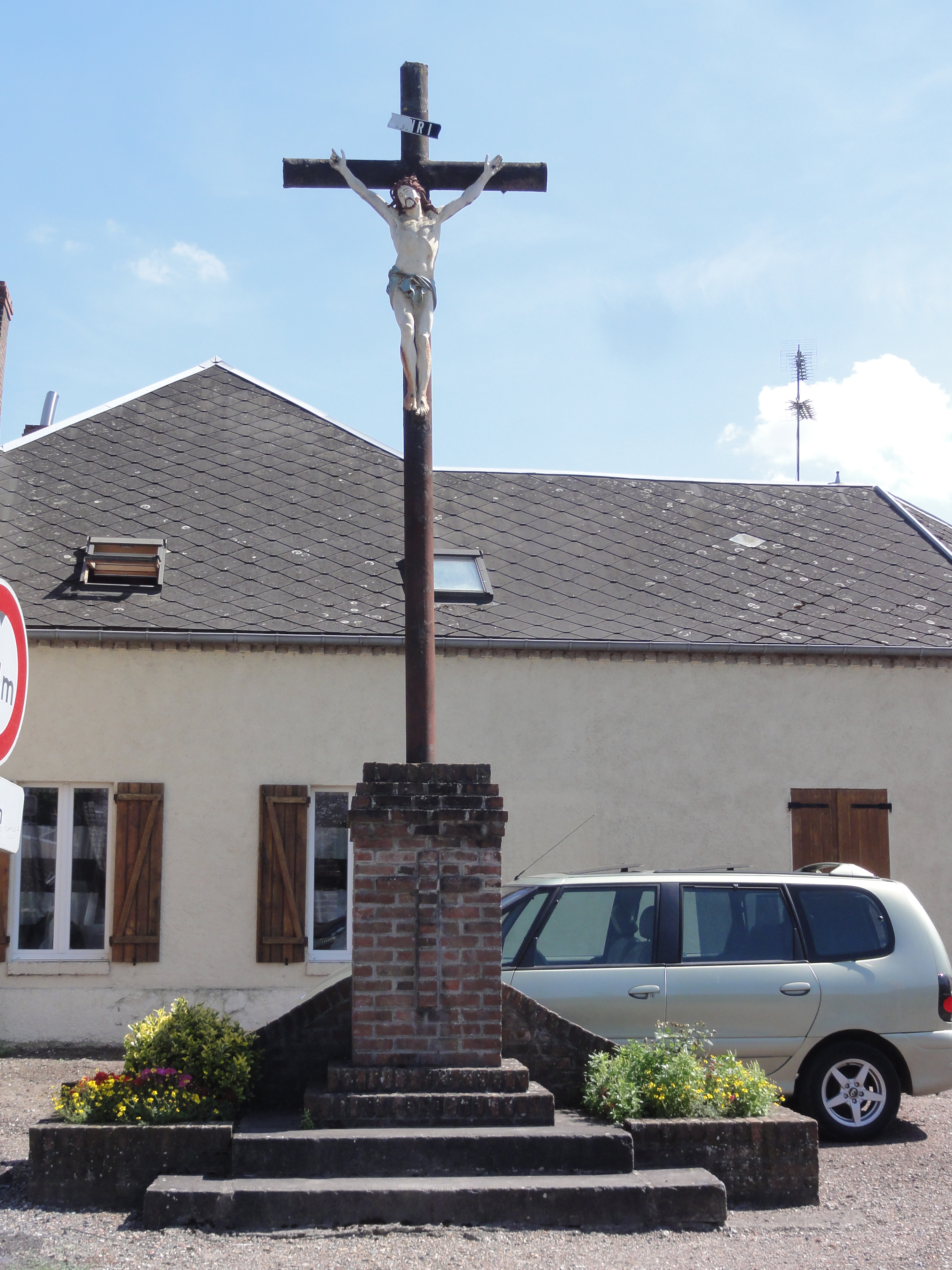
Calvaire.

## Personnalités liées à la commune
- Quentin Bauchart (1809-1887), né et mort à  Villers-le-Sec.